# Serge-Philippe Raux Yao
Serge-Philippe Raux Yao, né le 30 mai 1999 à Pontoise, est un footballeur français, qui joue au poste de défenseur central au Rapid Vienne.

## Biographie

### En club
Serge-Philippe Raux Yao commence le football dans sa ville natale au Cergy Pontoise FC, où il reste jusqu'à ses 16 ans. Il rejoint par la suite l'Entente Sannois Saint-Gratien puis le centre de formation de l'AJ Auxerre. Il dispute son unique match avec l'équipe première de l'AJA le 16 novembre 2019 face à l'US La Charité en Coupe de France.
Le 5 juin 2020, il signe un contrat de quatre saisons en faveur du Cercle Bruges. En raison d'un problème administratif, il ne dispute que trois matchs en deux ans avec l'équipe première.
Le 31 janvier 2022, il rejoint le Rodez Aveyron Football. Il inscrit son premier but en professionnel avec le RAF au cours d'une rencontre de Ligue 2 face à Caen le 11 mars 2023.
À la fin de la saison 2023-2024, le défenseur franco-ivoirien décide de quitter la Ligue 2 pour s'engager pour 4 ans avec le Rapid Vienne.

### Profil
La grande taille (1,97 m) de Raux Yao lui permet d'être dominant dans le jeu aérien.